# Petr Chudožilov
Petr Chudožilov (* 2. února 1943 Prostějov) je český spisovatel. Žije ve švýcarské Basileji.

## Život
Petr Chudožilov pochází z rodiny ruského exulanta. Do roku 1957 žil na Moravě, potom v Praze (do roku 1982). Po absolutoriu pražské jedenáctileté střední školy (1960) pracoval jako agenturní zpravodaj v ČTK. Od roku 1964 byl nucen se živit jako dřevorubec, závozník, přidavač, mlékař. V letech 1966 až 1970 studoval publicistiku na Fakultě sociálních věd a publicistiky UK v Praze. Studium uzavřel bez závěrečných zkoušek.
V období 1967 až 1969 byl redaktorem Literárních novin, Literárních listů a Listů. Od roku 1969 ve svobodném povolání, ale od roku 1971 byl zaměstnán opět v dělnických profesích (noční hlídač, řidič, stavební dělník).
Signatář Charty 77. V roce 1982 se s manželkou a čtyřmi dětmi, pod nátlakem Státní bezpečnosti, vystěhoval do Švýcarska.
Ve Švýcarsku studoval historii, ale v začátcích svého exilu pracoval opět jako dělník. Později se živil jako nezávislý publicista a spisovatel. Spolupracoval s českým vysíláním Hlasu Ameriky.
Po roce 1989 externě spolupracoval s Českým rozhlasem 6. Psal fejetony do sobotního pořadu Názory a argumenty. Spolupracuje s řadou německých rozhlasových stanic: píše např. večerníčky pro Bavorský rozhlas.
Chudožilov píše česky. Jeho knihy byly vydány česky, německy, italsky, španělsky, maďarsky a slovinsky. Jeho dílo bylo v Československu zakázáno až do sametové revoluce.[zdroj?]

## Ocenění
- 1991 – Čestná listina IBBY.
- 1993 – Evropská cena za nejlepší německou pohádku.

## Dílo
- Kapři v kvetoucích trnkách (kniha povídek) (1969)
- Na velrybě (1990)
- Die Reise in den Sternenhimmel (pro děti) (1992)
- Zu viele Engel (pro děti) (1994)
- Charlotte von Huglfing (pro děti) (1996)
- Kapři v kvetoucích trnkách po třiceti letech (kniha povídek) (1996)
- Boj o fusekli (vydání rozhlasových fejetonů) (1996)
- Proč necítím národní hrdost (výbor z publicistiky z let 1967–1998) (1999)
- Das Wunder von Jasina (1999)
- Kulturní šok (soubor fejetonů publikovaných v Lidových novinách, v jejich příloze Pátek a v časopise Týden) (2000)
- Papír je poslední domov (povídky z let 1963-2002) (2002)
- Lahvová pošta (autobiografické povídání z let šedesátých a doby normalizační) (2008)

### Příspěvky ve sbornících
- Literatura a krajina (1996)
- Jestřábe, díky (2000)

### Účast v týmových pracích
- Jiří Tichý: Od dubna do dubna (spolu s J. Tichým, I. Jirousem a J. Kroutvorem) (1998)